# Jos Vaessen (België)
Jos Vaessen (21 maart 1944) is een Belgisch ondernemer. Hij was van 2001 tot 2006 voorzitter van voetbalclub KRC Genk.

## Biografie

### Ondernemer
Jos Vaessen richtte in 1975 in Stokkem een bedrijf op dat convectoren fabriceerde, Vasco genoemd, een afkorting voor Vaessen Convectoren. Het bedrijf verbreedde al gauw zijn gamma en produceerde ook radiatoren. Hij verkocht het bedrijf in 1998 aan het Amerikaanse Masco Corporation. Vasco bvba bleef wel voortbestaan. In 2008 kocht hij dit bedrijf - nu The Heating Company - terug van Masco. In 2018 verkocht hij Vasco aan het Zwitserse Arbonia.
In 2001 kocht hij de producent van aluminiumprofielen E-Max. Er volgden overnames van het aluminiumextrusiebedrijf Alex in 2011, het West-Vlaamse BOAL in 2017. en drie Duitse extrusiefabrieken van de Constellium-groep.
Zijn zoon Ben Vaessen volgde hem in 2014 als CEO van de familiale groep op. Hij is eigenaar van het Kasteel Ommerstein in Rotem, waar hij de Stichting Ommersteyn oprichtte. Die beheert twee zorgboerderijen.

### KRC Genk
Van 2001 tot 2006 was Vaessen voorzitter van voetbalclub KRC Genk, een club waar hij veel geld in stak. Hij was onder meer betrokken bij de uitbouw van de Cristal Arena. De problemen rond een transfer van Genk-speler Steven Defour in juni 2006 waren voor Vaessen de druppel die de emmer deed overlopen en hij trok zich terug als voorzitter. Hij bleef wel voorzitter van de raad van bestuur tot zijn afscheid in mei 2015.
In 2013 opende KRC Genk een nieuw jeugdcomplex, dat de naam Jos Vaessen Talent Academy kreeg.